# 博洛恩戈恩戈
8°28′S 15°15′E / 8.467°S 15.250°E
博洛恩戈恩戈（葡萄牙語：Bolongongo），是安哥拉的城鎮，位於該國西北部，由北廣薩省負責管轄，東鄰安巴卡，面積1,016平方公里，2011年人口10,820，人口密度每平方公里11人。